# Зайберсдорф (Нижняя Австрия)
Зайберсдорф (нем. Seibersdorf (Niederösterreich)) — ярмарочная коммуна (нем. Marktgemeinde) в Австрии, в федеральной земле Нижняя Австрия. 
Входит в состав округа Баден.  Население составляет 1334 человека (на 31 декабря 2005 года). Занимает площадь 20,2 км². Официальный код  —  30633.

## Политическая ситуация
Бургомистр коммуны — Пауль Реннер (АНП) по результатам выборов 2005 года.
Совет представителей коммуны (нем. Gemeinderat) состоит из 19 мест.
- АНП занимает 15 мест.
- СДПА занимает 4 места.